# Waldsassen

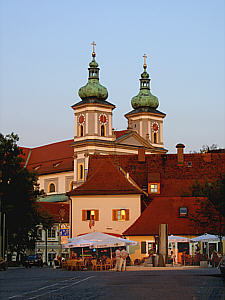
Waldsassen
(biserica de pelerinaj)

Waldsassen este un oraș din districtul Tirschenreuth, regiunea administrativă Palatinatul Superior, landul Bavaria, Germania.